# Aderonke Adeniyi Esther
Aderonke Adeniyi aka Sikemi (sinh ngày 15 tháng 11 năm 1983) là tên của một nữ diễn viên và là một nhà sản xuất phim Nollywood (nền công nghiệp điện ảnh của Nigeria) người Nigeria. Bà được biết đến bởi những bộ phim tiếng Yoruba.

## Lí lịch
Bà sinh ra ở bang Oyo, là người con thứ hai trong một gia đình 6 người. Ban đầu bà vào nhà trẻ tên là Kinder Land và trường tiểu học cùng tên ở bang Oyo. Bà vào trường trung học phổ thông bách khoa (về sau thì được đổi thành đại học bách khoa Ibadan), ở thành phố Ibadan, bang Oyo và nhận được một tấm bằng, sau đó bà vào trường kịch nghệ Mui Authetic và nhận được bằng về ngành nghệ thuật biểu diễn.

## Sự nghiệp
Sau khi tốt nghiệp với tấm bằng nghệ thuật biểu diễn, bà tham gia vào ngành công nghiệp điện ảnh vào đầu năm 2007. Một bộ phim vào năm 2007 tên là Ebure là bộ phim đầu tiên mà bà góp mặt. Bà tiếp tục tham gia vào những bộ phim như Iku Ewa, Oyenusi, Atori, Ogede Dudu, Orisirisi, Iranran và nhiều bộ phim khác và cho đến năm 2014, bà sản xuất một bộ phim đầu tiên tên là Sikemi. Một năm sau bà tiếp tục cho ra mắt thêm 1 bộ phim nữa là Iboju rồi thêm 2 bộ phim nữa tên là Ajaga và Aya Wa vào năm 2016. Sản phẩm điện ảnh gần đây nhất tên là Twisted vào năm 2018.

## Đời tư
Bà đã kết hôn rồi sau đó lại li hôn. Hiện bà là người mẹ đơn thân với 2 người con.

## Phim ảnh
- Ebure (2008)
- Iku Ewa (2009)
- Oyenusi  (2009)
- Jemiriye (2011)
- Ogede Dudu (2009)
- Sikemi(2014)
- Fool's Paradise (2015)
- Atori (2015)
- Iboju (2015)
- Woto (2016)
- Ajaga (2016)
- Orisirisi (2016)
- Iranran (2016)
- Aya Wa (2017)
- Twisted (2018)